# Kandi (Murshidabad)
Kandi ist eine Stadt im indischen Bundesstaat Westbengalen.
Die Stadt gehört zum Distrikt Murshidabad. Kandi hat den Status einer Municipality. Die Stadt ist in 17 Wards gegliedert.

## Demografie
Die Einwohnerzahl der Stadt liegt laut der Volkszählung von 2011 bei 55.632. Kandi hat ein Geschlechterverhältnis von 956 Frauen pro 1000 Männer und damit einen für Indien häufigen Männerüberschuss. Die Alphabetisierungsrate lag bei 82,1 % im Jahr 2011. Knapp 76 % der Bevölkerung sind Hindus, ca. 23 % sind Muslime und ca. 1 % gehören einer anderen oder keiner Religion an. 10,6 % der Bevölkerung sind Kinder unter 6 Jahren. Bengali ist die Hauptsprache in und um die Stadt.